# Zet 'm op Sam
Zet 'm op Sam is een radioprogramma op de Vlaamse radiozender Studio Brussel. Het programma wordt elke werkdag uitgezonden tussen 16u en 18u. De presentatie is in handen van Sam De Bruyn, Linde Merckpoel fungeert als sidekick. Zet 'm op Sam wordt sinds 3 september 2012 uitgezonden en geldt als opvolger van Zet 'm op Siska, dat eind augustus 2012 stopte.  Vaste rubrieken in het programma zijn Trending Worldwide, Het Popnieuws en Drama in de playlist. Volgens de luistercijfers van de periode april-juni 2013 had Zet 'm Op Sam dagelijks ongeveer 383.000 luisteraars.